# Бурэн
Бурэн (монг. Бүрэн) — сомон аймака Туве, Монголия.

## Описание
Центр сомона — посёлок Баянтохом находится в 178 километрах от города Зуунмод и в 210 километрах от столицы страны — Улан-Батора. Есть школа, больница, торгово-культурные центры.

## География
На территории сомона водятся волки, лисы, зайцы, корсаки, косули. Климат резко континентальный. Средняя температура января −25°С, июля +20°С. В год в среднем выпадает 280 мм осадков. Имеются залежи вольфрама, шпата, горючих сланцев.

## Известные уроженцы
- Дэмбэрэлийн Чойжамц (род. 1951) — настоятель столичного монастыря Гандантэгченлин, глава Ассоциации буддистов Монголии